# سرگی ترایفانوویچ
سرگی ترایفانوویچ (به انگلیسی: Sergej Trifunović) (زاده ۲ سپتامبر ۱۹۷۲) بازیگر صربستانی است.
از فیلم‌های معروف او می‌توان به بازی در فیلم آینده، جنگ، شرکت، عشاق و نجات‌دهنده اشاره کرد.